# Costularia leucocarpa
Costularia leucocarpa är en halvgräsart som först beskrevs av Henry Nicholas Ridley, och fick sitt nu gällande namn av Hans Heinrich Pfeiffer. Costularia leucocarpa ingår i släktet Costularia, och familjen halvgräs.
Artens utbredningsområde är Madagaskar. Inga underarter finns listade i Catalogue of Life.